# Нотр Дам дьо Шартър
Катедралата „Нотър Дам дьо Шартър“ (на френски: Cathédrale Notre-Dame de Chartres, в превод „Света Богородица от Шартър“) е римокатолическа катедрала, разположена в град Шартър, на 80 км югозападно от Париж, Франция. Счита се, че тя е сред най-добрите примери на готическа архитектура в цяла Франция. 
Катедралата е осветена на 24 октомври 1260 г. в присъствието на крал Луи IX.
От далечината тя изглежда сякаш се носи във въздуха над вълнисти пшеничени поля и само когато посетителят се приближи се вижда градът, скупчен около хълма, на който е издигната катедралата. Двете ѝ контрастни кули – едната, 105-метрова обикновена пирамида, датираща от 1140-те г., а другата 115-метрова островърха кула от XVI век, построена над по-стара кула и пример за стила Пламтяща готика, се извисяват над бледозеления покрив, докато навсякъде от външната страна има сложни подпорни арки (аркбутан).
Катедралата все още е седалище на епископа на Шартър в Шартърската епархия в духовната провинция Тур. Шартър е спирка от поклонническия път на Св. Яков или пътят към Сантяго, водещ до катедралата „Свети Яков“ в Сантяго де Компостела, Испания.

## История

### Ранно средновековие
Изграждането на първата катедрала, наречена Авентинска по името на първия епископ на града, датира около 350 г. През 743 или 753 г. тази катедрала е опожарена от вестготите на Хунал при разграбването на града. Построена е втора църква, която е унищожена на 12 юни 858 г. от викингски пирати. Епископ Жислбер построява по-голямо здание, от което вероятно са останали някои части на настоящия мартириум, наречен параклис на Св. Любен. На 5 август 962 г. и тази трета катедрала е унищожена по време на войната между нормандския херцог Ришар I и Тибо I дьо Блоа.
На същото място са изграждани няколко катедрали, повечето от които стават жертва на твърде обичайния бич на средновековния град, изграден в значителна степен от дърво, без комини: пожарите в епоха, разчитаща на горенето на дърва за готвене и отопление.
Настоящата катедрала е един от френските архитектурни шедьоври. По време на ранния ѝ строеж катедралата изгаря до основи веднъж, а втори път почти бива погълната от огъня. Тя става средище на няколко данъчни бунта и други безредици, подбудени от местна графиня и влиятелни граждани, противопоставящи се на растящото влияние на църквата и особено на тежките данъци, налагани за финансирането на строежа.
Според легендата, от 876 г. насам там се пази плащаница (туника), за която се твърди, че е принадлежала на Дева Мария, Sancta Camisa. Реликвата била подарена на катедралата от Карл Велики, който я получил като подарък по време на кръстоносен поход до Йерусалим. Всъщност реликвата е дар от Шарл II Плешивия и се твърди, че тъканта произхожда от Сирия и датира от I век.
Когато първата катедрала (чийто строеж започва през 1145 г. като разширение на по-стара църква) изгаря, се предполага, че реликвата е изгубена в пожара. Според историята хората се отчаяли, смятайки че свещената им реликва е изгоряла. Но три дни по-късно пред очите на мнозина свидетели от развалините се появили свещеници, намерили убежище от пожара в подземието, които носели непокътнатата реликва. Това „чудо на оцеляването“ се приема като знак от самата Богородица и се признава официално от папски легат и кардинал от Рим, който по същото време бил на посещение. Драматичното спасение на Sancta Camisa от своя страна засилва подкрепата за проекта и привлича дарения от цяла Европа, като така става възможно увеличаването на размера и великолепието на новата катедрала.
Катедралата е най-важната сграда в средновековния Шартър. Тя е център на икономическа дейност, най-известната забележителност и място за почти всяка обществена дейност, която днес се осигурява от гражданските сгради. Катедралата понякога служи и като пазар: на различните портали на базиликата се продават различни продукти: текстил в северния край; гориво, месо и зеленчуци в южния край. Понякога духовниците се опитват да попречат на пазара да влезе в катедралата: например, на продавачите на вино е забранено да продават вино в криптата, но им е позволено да търгуват в нефа на катедралата, като така избягват плащането на данъци отвън. Работници от различни професии, като дърводелци и зидари, се събират при катедралата в търсене на работа.
Дори преди построяването на ранната готическа катедрала Шартър е поклоннически център. Когато много хора са засегнати от ерготизъм (отравяне с гъби), криптата на първоначалната църква се превръща болница за грижа за пациентите.
Църквата е особено популярна поклонническа цел през XII век. Провеждат се четири големи панаира, които съвпадат с четирите големи празника на Дева Мария: Сретение Господне, Благовещение, Успение Богородично и Рождество Христово. Панаирите се разполагат около катедралата и на тях се стичат много от жителите на града за празниците и за да видят плащаницата на Дева Мария. В течение на векове Шартър е важен център за поклонниците на Богородица. Вярващите продължават да се стичат от целия свят, за да видят реликвата. Всяка година в края на седмицата на Петдесетница в Шартър се стичат не по-малко от 6000 поклонника от целия свят.

### Готическа реконструкция
След като първата значителна катедрала изгаря през 1020 г., под ръководството на епископ Фулбер дьо Шартър, а по-късно под ръководството на Жофроа дьо Лев, е построена нова римска базилика, включваща масивна крипта.
На 5 септември 1134 г. пожар унищожава почти целия град, но пощадява римската базилика на епископ Фулбер. Възползвайки се от освободеното пространство пред нефа е издигната познатата западна фасада. Работите са започнати от северната кула. От 1142 до 1150 г. е издигнат кралския портал, със своя забележителен скулптурен ансамбъл. През 1145 г. е започната южната кула (наричана понастоящем „старата“ камбанария), чиито строеж е завършен, заедно с острия ѝ връх, през 1160 г. Северната кула (наричана „новата“ камбанария) първоначално има само два етажа. Дълго време тя е покрита със скеле и олово – до 1506 г.
На 11 юни 1194 г. избухва нов пожар, който пощадява само криптите, западната фасада и кулите. Плащаницата на Богородица предвидливо е положена в мартириума, наречен „Параклис на Св. Любен“. Възстановяването на сградата, която стои и до днес започва незабавно с дарения от цяла Франция, използвайки плановете на първоначалния анонимен архитект, за да се запази хармоничният аспект на катедралата. Ентусиазмът за проекта е такъв, че местните жители доброволно се събират, за да теглят камъни от каменоломни на 8 km разстояние. Основната част от катедралата е готова до 1220 г., което е сравнително кратък период за средновековни катедрали. Сградата притежава няколко невиждани дотогава архитектурни характеристики (арките и подпорните арки) и въвежда нови строителни методи на голяма височина над земята (като преобразуването на стенобойни машини, известни като требушет в повдигащи кранове). Старата крипта и кралският портал от средата на XII век са вградени в новата сграда. Официалното освещаване се състои на 24 октомври 1260 г. в присъствието на крал Луи IX.
Анри IV е единственият крал на Франция, коронован в Шартърската катедрала, а не в Реймс, какъвто е обичаят. Реймс и Париж са в ръцете на католиците, които се противопоставят на краля поради протестантската му вяра. Той приема католицизма и е коронован в Шартър през 1594 г.

### Френска революция
Катедралата е повредена по време на Френската революция, когато тълпата започва да унищожава скулптури при северната порта. Антирелигиозната разпаленост е потушена от гражданите на Шартър. Революционният комитет решава да унищожи катедралата с експлозиви и иска от местния магистър масон (архитект) да го организира. Той спасява сградата, като посочва, че огромното количество отломки така би задръстило улиците, че биха били необходими години, за да ги освободят. Месинговата плоча от центъра на лабиринта обаче е махната и претопена за нуждите на армията – описанието на Фелибиен е единственият източник за това какво е имало на плочата. Многобройните реставрации не са намалили репутацията на катедралата като триумф на готическото изкуство. През 1979 г. катедралата е включена в Списъка на световното културно наследство на ЮНЕСКО.

## Размери
- Дължина: 130 m
- Ширина: 32 m / 46 m
- Неф: височина 37.5 m; ширина 16.4 m
- Площ: 10875 m²
- Височина на югозападната кула: 105 m
- Височина на северозападната кула: 115 m
- 176 прозореца със стъклописи
- Презвитериумът със своите 650 m² е най-огромният във Франция, съдържа 200 статуи в 41 сцени.
- Нотър Дам дьо Шартър притежава близо 3500 статуи.
- Заедно с изображенията на прозорците в катедралата са представени почти 9000 личности.
- Катедралата съдържа най-голямата остъклена площ от 12 и 13 век в света.

## Архитектурно устройство
Тринефната сграда съгласно плана представлява латински кръст с кратък тринефен трансепт и деамбулаторий. Източната част на храма има няколко полукръгли радиални параклиси. Три от тях забележимо излизат от границите на полукръга на деамбулатория, четири останали имат малка дълбочина. За определен момент сводовете на Шартърската катедрала били най-високи във Франция, което се постигнало в резултат на използването на аркбутани. Допълнителните аркбутани, поддържащи апсидата, се появяват през XIV век. Шартърската катедрала е първата, в конструкцията на която се използва този архитектурен елемент, което му придава съвършено невиждани преди това очертания, позволява да се увеличат размерите на прозорците и височината на нефа (36 метра).
Особеност на външния вид на катедралата са двете силно различаващи се кули. 105-метровият шпил на южната кула на постройката през 1140 година е изпълнен във формата на романска пирамида. Северната кула с височина 113 метра има стил, останал от романската църква, а шпилът на кулата се появява в началото на XVI век и изпълнен в стил Пламтяща готика.
Шартърската катедрала има девет врати в три портала, три от които са се съхранили от старата романска църква. Северният портал датира от 1230 г. и съдържа скулптури от старозаветни персонажи. Южният портал, създаден между 1224 и 1250 г., използва сюжети от Новия Завет с централна композиция, посветена на Страшия съд. Западният портал на Исус Христос и Дева Мария, по-известен като Кралски, датира от 1150 г. и е известен с изображението на Христос в Слава, създаден през XII век.

### Западен портал
Западният портал е главния вход на религиозната сграда. Рамкиран от две кули, тя има забележителна група от скулптури: 24 големи статуи (днес те са 19) и повече от 300 фигури образуват украса в хармония с архитектурата на катедралата. Декорацията зад статуите все още има влияние от романския стил: клонки, колони и листа, произхождащи от южните влияния.
- Тимпани на западния „кралски портал“
- Тимпан на лявата порта. Той изобразява Христос на облак, поддържан от два ангела, над ред фигури, представящи труда на месеците и знаците на Зодиака
- Централен тимпан на Кралския портал. Христос, седнал на трон, заобиколен от символите на евангелистите; крилат мъж за Св. Матей, лъв за Св. Марк; бик за Св. Лука; и орел за Св. Йоан. 
 Христос с тетраморф
- Десен тимпан

Една от малкото части на катедралата, оцеляла след пожара през 1194 г., Кралският портал е интегриран в новата катедрала.
Централната порта е отворена само за влизане при шествия и големи фестивали, от които най-важният е Adventus или интронизация на нов епископ.  Хармоничният вид на фасадата се дължи отчасти на относителните пропорции на централния и страничните портал, чиито ширини са в съотношение 10:7 – едно от често срещаните средновековни приближения на корен квадратен от „2“.
Освен основните им функции за осигуряване на достъп до интериора, порталите са основните места за извайване на изображения при готическата катедрала и именно на западната фасада в Шартър тази практика започва да се развива във визуална сума или енциклопедия на богословските познания. Всеки от трите портала се фокусира върху различен аспект от ролята на Христос в историята на спасението; неговото земно въплъщение вдясно, неговото Възнесение или съществуване преди Въплъщението вляво и Второто пришествие (Теофаническото видение) в центъра. 
Над десния портал преградата е издълбана в два регистъра: (долу) – Благовещение, Посещение, Рождество Христово, благовещение на овчарите и (горно) – Представяне в храма. Над тях тимпанът показва Мадоната с младенеца, възцарени в поза Sedes sapientiae около тимпана, като напомняне за славните дни на Шартърската школа. Архиволтите са издълбани с някои много отличителни персонификации на Седемте свободни изкуства, както и на класически автори и философи, най-тясно свързани с тях.
Левият портал е по-загадъчен и историците на изкуството все още спорят за правилната му идентификация. Тимпанът показва Христос, стоящ на облак, очевидно подкрепен от два ангела. Някои виждат това като изображение на Възнесение на Христово (в този случай фигурите на долната преграда биха представлявали учениците, свидетели на събитието), докато други го виждат като представяне на Второ пришествие на Христос (в този случай фигурите на преградата могат да бъдат или пророците, които са предвидили това събитие, или „галилейските мъже“, споменати в Деяния 1: 9 – 11). Присъствието на ангели в горната преграда, спускащи се от облак и очевидно крещящи към тези отдолу, изглежда подкрепят последната интерпретация. Архиволтите съдържат знаците на зодиака и труда през месеците (цикли в средновековното и ранноренесансово изкуство, изобразяващи в дванадесет сцени селските дейности, които обикновено са се случвали през месеците на годината). Това са стандартни препратки към цикличния характер на времето, които се появяват на много готически портали.
Централният портал е по-конвенционално представяне на края на света, както е описан в книгата „Откровение на Йоан“. В центъра на тимпана е Христос в мандорла, заобиколен от четирите символа на евангелистите (Тетраморфа). Преградата показва Дванадесетте апостоли, докато архиволтите показват 24-те старейшини на Апокалипсиса.
Въпреки че горните части на трите портала се третират отделно, два скулптурни елемента преминават хоризонтално през фасадата, обединявайки различните ѝ части. Най-очевидни са статуите „Jamb statue“, прикрепени към колоните, обграждащи вратите – високи, стройни стоящи фигури на крале и кралици, от които кралският портал получава името си. Въпреки че през XVIII и XIX век тези фигури са погрешно идентифицирани като изображения на Меровингите – монарси на Франция (като по този начин привличат омразата на революционните иконоборци), те почти сигурно представляват царете и цариците от Стария Завет – друга стандартна иконографска характеристика на готическите портали.
По-малко очевиден от статуите „Jamb statue“, но далеч по-сложно издълбан е фризът, който се простира по цялата фасада в изваяните капители на върха на колоните. Тук е изваян подробен разказ, изобразяващ живота на Девата и Страстите Христови. 

### Портал на северния трансепт
Северният портал с неговите статуи е създаден между 1205 и 1210. Те представляват сцени от „Стария завет и живота на Дева Мария“, намалени до няколко епизода:
- Ляв тимпан

Тимпанът показва раждането на Исус и пробуждането на пастирите в долния регистър, идването на влъхвите и тяхното заминаване в горния регистър; тази подредба прави възможно поставянето на Мадоната с Младенеца в центъра на композицията.
На колоните до лявата врата са представени епизоди от живота на Мария: В лявата част първо е изобразен Йосиф, баща на Христос или Даниил , или дори пророк Исая, който според „Стария завет“ обявява, че „младото момиче ще забременее, ще роди син“, а до това Благовещение: Мария слуша архангел Гавриил, докато държи книга, символизираща мъдростта.
Дясната колона до вратата, симетрично, представя сцената на „посещението“, където Мария приема Елисавета, а след нея, изолиран вдясно, стои съпругът ѝ Захария или пророк, който може да бъде Малахия.
- Централен тимпан

Централният тимпан изобразява „Коронацията на Богородица“, която в своето живо тяло, ще управлява Небесата заедно със своя син Христос, и заема горната голяма част на панела; докато долният регистър е разделен на два епизода: „Успение Богородично“ и на „Възнесение Богородично“. Присъствието на Св. Aна се дължи на дарената глава от реликвата на светицата от Филип II Август през 1204 г. Украсата върху арките на централния портал представляван епизоди на Сътворението. Лявата порта е увенчана с декорации, които отразяват теми от Битие по дни. Едно голямо изключение от тази художествена схема е наличието на големи статуи на „Св. Модест“ (местен мъченик) и Св. Потенциан в северозападния ъгъл на верандата, близо до малка врата, където поклонниците минават за криптата (където се съхранявали мощите им).
- Десен тимпан

Вдясно тимпанът изобразява „присъдата на Соломон“ в долния регистър и „Йов върху оборския тор“ в горния регистър. В ляво и дясно около портала са статуите: отляво надясно Самсон или Валаам, Саваската царица и Соломон и шутът Марколф, появяващ се в средновековната история , Юдит  или Еритрейската сибила  и Йосиф, син на Яков.
- Тимпаните на северния трансепт
- Ляв тимпан с
 „Поклонение на влъхвите“, Благовещение
- Централен тимпан
В тимпана над централния портал. долу с преградата са „Успение“ и „Възнесение“; горен регистър – „Коронацията на Мария“
- Десен тимпан с
 живота на Йов
- Общ изглед на Северния вход

### Южен портал
Южният портал също така се нарича „Портал на Църквата“. Той е добавен по-късно от останалите, през 13 век, е посветен на събития след Разпятието на Христос, около арките на трите врати от ляво надясно има статуи на христиански мъченици, апостоли и изповедници. Представен е под формата на веранда, с три портала. На върха на верандата, между фронтоните, има статуи на осемнадесет царе, започвайки от цар Давид, представляващ родословната линия на Христос и свързващ Стария и Новия завет.
Декорацията на централната арка се концентрира върху „Христос като съдия“ и апостолите.
- Лявият тимпан е посветен на мъчениците на християнската църква [18]. По-специално историята на Стефан, убит с камъни, е изобразена на втория регистър на тимпана, под благославящия Христос, заобиколен от два ангела.

Колоните на арките носят вляво от вратата статуи на Свети Теодор (Теодор Тирон или Теодор Стратилат) или може би на Роланд , на Свети Стефан, на папа Свети Климент и на Лаврентий Римски и вдясно на свети Винсент над животните, които не са погълнали тялото му, на Свети Дени  или Свети Игнатий Антиохийски , на Свети Пиат  и на Свети Георги.
- Свети Теодор,Роланд
- (ляв тимпан)
„Св. Стефан пребиван с камъни; горе Благославящият Христос с два ангела“
- Свети Винсент, Свети Дени и Свети Георги

- Централният тимпан Централният тимпан описва „Страшния съд“. Исус, възцарен между Дева Мария и Свети Йоан, заема центъра на горния регистър; отдолу, Архангел Михаил претегля душите, пращайки праведниците наляво, докато дяволите дърпат нечестивите надясно [25].

Под тимпана, на входната врата стои голяма статуя на Благославящия Христос с книга в ръка, в изображение, близко до това на „Beau Dieu“ на катедралата в Амиен.
Статуите на изложбата представляват отляво надясно Симон Зилот или Свети Тадей  малко на разстояние, Свети Матей или Симон Зилот , Свети Филип или Свети Тома , Свети Тома  или Свети Филип, Свети Андрей  и Свети Петър, държащи ключовете му, след това вдясно от вратата Свети Павел, Свети Йоан, Свети Яков, Свети Вартоломей и Свети Тадей  или Свети Матей  малко на разстояние.
- (централен тимпан)
„Страшният съд“ и архангел Михаил притегля душите
- Христос с книга на вратата под централния тимпан
- (десен тимпан)
Сцени от живота на Св. Мартин и Св. Николай, горе Христос

- десен тимпан е посветен на изповедниците, светци, които не са претърпели мъченическа смърт. Докато мъчениците засвидетелстват любовта си към Бог със смъртта си, изповедниците го правят с живота си. На тимпана, долу вляво, Свети Мартин дава на беден мъж половината си наметало; в средата вляво той вижда Христос в съня си, който е представен в горната част на тимпана. Отдолу вдясно Свети Николай дава пари на баща, за да спаси трите си дъщери; в средата вдясно от леглото, в което лежи, тече чудодейно масло.

На лявата колона намираме статуите на Свети Лаумер, на папа Свети Лъв или Свети Силвестър, на Свети Амвросий и Свети Николай; в този отдясно, тези на Свети Мартин, Свети Йероним, Свети Григорий Велики и Свети Авит.
Предната част от верандата се поддържа от четири колони, украсени с барелефи, отразяващи темите, обработени в арките, до които те оформят достъпа.
Първият, вляво, е посветен на мъченическата смърт на двадесет и четири светии. Вторият и третият представляват дванадесет от двадесет и четири старейшини на Апокалипсиса, както и шест добродетели, поставени в опозиция с шест порока. Последният стълб съдържа двадесет и четири сцени от живота на изповедниците

### Ангели и чудовища
Докато по-голямата част от скулптурите на катедралата изобразява светии, апостоли и други библейски фигури, като ангела, който държи слънчев часовник на южната фасада, друга скулптура в Шартър е предназначена да предупреди вярващите. Тези произведения включват статуи на различни чудовища и демони. Някои от тези фигури, като гаргойли, също имат практическа функция; те служат като чучури при дъжд, за да изхвърлят вода далеч от стените. Други, като химера и свинкс, са предназначени да покажат последиците от пренебрегването на библейските учения.
- Ангел със слънчев часовник на южната фасада
- Гаргойл върху северната кула, служещ за водоливник
- Детайл от южната фасада, със митологична химера
- Детайл от южната фасада с ангели, гледащи надолу към Ада
- Чудовища и дяволи, изкушаващи християните на южната фасада

## Стъклописи
Една от най-отличителните черти на катедралата в Шартър са витражите, както по отношение на количеството, така и на качеството. Има 167 прозореца, включително прозорци с розети, кръгли и високи, заострени ланцетни прозорци. Архитектурата на катедралата, с нейната иновативна комбинация от сводове на ребра и летящи контрафорси, позволява изграждане на много по-високи и тънки стени, особено на най-горното ниво, позволявайки повече и по-големи прозорци. Също така Шартър съдържа по-малко обикновени прозорци от по-късните катедрали и повече прозорци с плътно оцветени стъклени панели, което прави интериора на Шартър по-тъмен, но цветът на светлината по-дълбок и по-богат.

### Витражи от 12 век
Прозорците от 12 век са най-старите прозорци в катедралата. Десният прозорец изобразява родословието на Христос. Средният прозорец изобразява живота на Христос, а левият прозорец изобразява Страстите Христови, от Преображението и Тайната вечеря до Възкресението.  И трите тези прозореца първоначално са направени около 1145 г., но са възстановени в началото на 13 век и отново през 19. 
Другият прозорец от 12 век, може би най-известният в Шартър, е „Синята Дева“. Намира се в първата арка на хора след южния трансепт. Повечето прозорци са съставени от около 25 до 30 отделни панела, показващи отделни епизоди в разказа; само „Синята Дева“ включва по-голямо изображение, съставено от множество панели. Този прозорец всъщност е компилация; горната част, показваща Богородица и младенеца, заобиколени от ангели, датира от около 1180 г. и вероятно е разположена в центъра на апсидата в по-ранната сграда. Девата е изобразена облечена в синя роба и седнала във фронтална поза на трон, а Христос, седнал в скута ѝ, вдигнал ръка за благословия. Това изображение е известно като „Sedes sapientiae“ („Тронът на мъдростта“), който също се появява на кралския портал е базиран на известната култова фигура, съхранявана в криптата. Долната част на прозореца, показваща сцени от детството на Христос, датира от основната кампания за остъкляване около 1225 г.
- Прозорец под западната розета; генеология на Христос (дясно); Животът на Исус (център), и страстите Христови (ляво)
- Notre-Dame de la Belle-Verrière  или Синята мадона (1180 - 1225)
- детайл от  Notre-Dame de la Belle-Verrière

### Стъклописи в Параклис „Вандом“
Като цяло прозорците на Шартърската катедрала са имали невероятен късмет. „Чашата на съдбата“ до голяма степен отминава вредите на време от иконоборството на хугенотите и религиозните войни от XVI век, въпреки че западната розета претърпява щети от артилерийски огън през 1591 г. Относителната тъмнина на вътрешността на катедралата изглежда е била проблем за някои. Няколко прозорци са заменени с много по-леко стъкло от гризайл през XIV век, за да се подобри осветеността, особено от северната страна , а още няколко са заменени с прозрачно стъкло през 1753 г. като част от реформите в литургичната практика. Поставянето на Параклис „Вандом“ между два контрафорса на наоса в началото на XV век довежда до загубата на още един ланцетен прозорец, въпреки че позволява поставянето на фин късно-готически прозорец с дарителски портрети на Луи I дьо Бурбон-Вандом и семейството му, което става свидетел на коронацията на Девата заедно различни светци.
Въпреки че оценките варират (в зависимост от това как се броят съставни или групирани прозорци), оцеляват приблизително 152 от оригиналните 176 витражи - много повече, от която и да е друга средновековна катедрала по света.
Подобно на повечето средновековни сгради, прозорците в Шартър страдат тежко от корозивните ефекти на атмосферните киселини по време на индустриалната революция и след това. По-голямата част от прозорците са почистени и реставрирани от известната местна работилница „Atelier Lorin“ в края на XIX век, но те продължават да се влошават. По време на Втората световна война по-голямата част от витражите е извадена от катедралата и е съхранявана в околността, за да се предпази от повреда. В края на войната прозорците са извадени от склада и преинсталирани. Оттогава се провежда непрекъсната програма за консервация и постепенно от външната страна се инсталира изотермично вторично остъкляване, за да се предпазят прозорците от допълнителни повреди.
|                                                                      |                                                           |                                                                       |                                                               |
| Йоан Кръстител                                                       | Коронацията на Девата                                     | Христос                                                               | Свети Йоан Евангелист                                         |
|                                                                      |                                                           |                                                                       |                                                               |
| Свети Дени, брат: Жак II дьо Бурбон Ла Марш Джована ІІ Неаполитанска | Свети Яков родителите: Жан I Бурбон-Ла Марш Катрин Вандом | Свети Луи Янус Лузинян Сестрата: Шарлота де Бурбон                    | Свети Реми Донаторите: Луи I Бурбон-Вандом Бланш де Руси      |
|                                                                      |                                                           |                                                                       |                                                               |
| Гербове: (a) Неапол (b) Бурбон -Ла Марш.                             | Plain: Бурбон -Ла Марш.                                   | Гербове: (a) Йерусалим (b) Кипър.                                     | Гербове: (a) Бурбон -Ла Марш. Вандом.                         |
| Гербове: (a) Комбиниран Неапол и Бурбон -Ла Марш. (b) Неапол.        | малки части: (a) Бурбон -Ла Марш (b) Вандом.              | малки части: (a) Комбиниран „Йерусалим и Кипър“. (b) Бурбон -Ла Марш. | Гербове: (a) Комбиниран Бурбон -Ла Марш и Вандом (b) Де Руси. |

## Лабиринт
Лабиринтът (началото на XIII век) е известна особеност на катедралата, която се намира на пода в центъра на храма. Лабиринти са открити в почти всички готически катедрали, макар че по-късно са премахнати, тъй като отвличат вниманието по време на религиозните служби в наоса. Те символизират дългия криволичещ път към спасението. За разлика от лабиринтите, към спасението има само един път, който може да се следва. В определени дни столовете подредени на кораба се премахват, за да могат гостуващите поклонници да следват лабиринта. Копия от лабиринта на Шартър се намират в други църкви и катедрали, включително в катедралата „Грейс“ в Сан Франциско.
- План
- Разходка по лабиринта